# Veronika Skvortsova
Pour les articles homonymes, voir Skvortsova.
Veronika Igorevna Skvortsova (en russe : Вероника Игоревна Скворцова), née le 1er novembre 1960 à Moscou (Russie), est une neurologue et neurophysiologiste, ainsi qu'une femme politique russe. Elle est ministre de la santé de 2012 à 2020.

## Biographie
Veronika Igorevna est née dans une famille de médecin, depuis cinq générations.
Elle termine en 1983 sa formation à la faculté de pédiatrie du 2e Institut d'État de médecine de Moscou, actuellement Université nationale russe de médecine N. I. Pirogov (ru) et poursuit ses études en neurologie, et soutient sa première thèse en 1988. Entre 1988 et 1997, elle dirige le service de neuroréanimation du 1er Hôpital de la ville de Moscou, et est rattachée à la chaire des maladies nerveuses, en tant que maitre-préparatrice, assistante et dozent. 
Elle reçoit le titre de doktor nauk en 1993, après avoir soutenu une thèse sur Le suivi clinique et neurophysiologique et la thérapie métabolique dans les phases aiguës d'infarctus cérébral, et celui de professeur en 1999. Elle est à partir de 1997 une des responsables de la nouvelle chaire de neurologie et de neurochirurgie fondamentales et cliniques de l'Université nationale russe de médecine N. I. Pirogov.
En 1997 elle est une des personnes à l'origine de la création de l'Association nationale de lutte contre l'infarctus. En 2004, elle devient membre correspondant de la l'Académie des sciences, et elle dirige à partir de 2005 l'Institut de recherche scientifique sur l'infarctus de l'Université Pirogov. 
En juillet 2008, elle nommée vice-ministre de la santé et du développement social de la fédération de Russie.
Le 21 mai 2012 elle devient ministre de la santé de la fédération de Russie.
Lors de la 70e Assemblée générale mondiale de la santé, elle est élue présidente de l'Assemblée.

## Activités professionnelles et scientifiques
Ses travaux scientifiques sont au nombre de plus de 400. Veronica Skvortsova a été membre du comité de l'Association européenne de neurologie. , vice-présidente de la société russe de neurologie, vice-présidente de l'Association nationale de lutte contre l'infarctus (NABI (ru) НАБИ), représentante de la NABI à l'OMS , et membre du comité exécutif de l'Organisation européenne de l'infarctus.

## Prix et reconnaissances
- commandeur de l'ordre nationale du Mérite de la république de Guinée

### Sources
- (en)/(ru) Cet article est partiellement ou en totalité issu des articles intitulés en anglais « Veronika Skvortsova » (voir la liste des auteurs) et en russe « Скворцова, Вероника Игоревна » (voir la liste des auteurs).